# Ctena transversa
Ctena transversa är en musselart. Ctena transversa ingår i släktet Ctena och familjen Lucinidae. Inga underarter finns listade i Catalogue of Life.